# Und ich werde dich nie wieder Papa nennen
Und ich werde dich nie wieder Papa nennen (französischer Originaltitel: Et j’ai cessé de t’appeler Papa) ist ein biografisches Werk von Caroline Darian. Darin schildert sie ihre Erinnerungen aus den Jahren 2020 und 2021 und setzt sich mit den Verbrechen ihres Vaters auseinander. Dieser betäubte ihre Mutter, Gisèle Pelicot, jahrelang mit Schlafmitteln, vergewaltigte sie und bot sie anderen Männern zur Vergewaltigung an. Im Mittelpunkt des Buches stehen die Auswirkungen des Verbrechens auf die Familie, das Überleben der Betroffenen und die tiefgreifenden psychologischen Folgen.

## Inhalt
Caroline Darian lebt mit ihrer Familie in der Nähe von Paris. Sie hat einen älteren und einen jüngeren Bruder, zu denen sie ein inniges Verhältnis pflegt. Auch zu ihren Eltern hat sie eine enge Bindung. Die Geschwister treffen sich regelmäßig mit ihren Familien.
Am 2. November 2020 wird ihr Vater, Dominique Pelicot, verhaftet, weil er in einem Supermarkt drei Frauen unter den Rock gefilmt hatte. Die Ermittlungen, bei denen sämtliche elektronische Geräte von Dominique Pelicot untersucht werden, bringen weitere Verbrechen ans Licht. Auf sichergestellten Videos ist Gisèle Pelicot zu sehen, wie mehrere Männer sie im betäubten Zustand vergewaltigen. Die Polizei stellt fest, dass die Übergriffe mindestens seit September 2013 andauerten. Dominique Pelicot hatte jede einzelne Tat dokumentiert. Bis November 2020 können 73 Täter im Alter von 22 bis 71 Jahren identifiziert werden, 50 davon namentlich. Sie stammen aus allen gesellschaftlichen Schichten.
Im Laufe der Ermittlungen stößt Caroline auf Aufnahmen, die darauf hindeuten, dass auch sie betroffen ist. Gemeinsam mit ihren Geschwistern unterstützt sie ihre Mutter bei der Aufarbeitung der Geschehnisse und der Haushaltsauflösung. Dabei wird deutlich, dass sich Gisèle Pelicot aufgrund hoher Schulden ihres Mannes in einer katastrophalen finanziellen Lage befindet.
Ende 2020 beginnen die Anhörungen vor den Ermittlungsbehörden, und die Anwälte erhalten Einsicht in die freigegebenen Ermittlungsakten. Diese offenbaren weiteres belastendes Material: Bildmontagen von Gisèle Pelicot und Caroline, die sie nackt zeigen und im Internet verbreitet wurden. Zudem zeigt gefundenes Material, dass Dominique Pelicot seine Schwiegertöchter heimlich im Badezimmer seines Hauses in Mazan filmte. Die polizeilichen Ermittlungen zeigen, dass Dominique Pelicot seine Taten an verschiedenen Orten beging – unter anderem im Haus, in dem Caroline und ihre Familie leben. Sowohl sie als auch ihre Mutter nehmen psychologische Hilfe in Anspruch. Zweimal gelingt es Dominique Pelicot, aus der Haft heraus Kontakt zu seiner Familie aufzunehmen, indem er Briefe aus dem Gefängnis schmuggeln lässt.
Die Aufzeichnungen von Caroline Darian enden am 28. November 2021.

## Chemische Unterwerfung
Die Bezeichnung chemische Unterwerfung findet in Deutschland wenig Verwendung. Um diese Art von Übergriff zu bezeichnen, wird oftmals von der Verabreichung von K.O.-Tropfen gesprochen. Unter chemischer Unterwerfung wird die vorsätzliche und oftmals heimliche Verabreichung von psychotropen Substanzen in Form von Tabletten, Pulver oder Tropfen verstanden. Häufig erfolgt der Einsatz ohne Einverständnis der betroffenen Personen, mit dem Ziel, diese handlungsunfähig und wehrlos zu machen. Anschließend werden Straftaten unterschiedlichster Art an der so sedierten Person begangen. Erst vor wenigen Jahren wurde das seit langem bekannte Phänomen in Frankreich und der Schweiz mit dem Begriff chemische Unterwerfung beschrieben. Da die psychoaktiven Substanzen das Erinnerungsvermögen der Betroffenen beeinflussen, werden viele Straftaten nicht zur Anzeige gebracht und geahndet. Die Nachweisbarkeit von chemischer Unterwerfung ist zeitlich begrenzt und wird durch eine Vielzahl weiterer Faktoren erschwert, sodass eine hohe Dunkelziffer an Straftaten besteht.

## #MendorsPas
Im Jahr 2023 initiiert Caroline Darian eine Präventionskampagne unter dem Hashtag #MendorsPas (Betäube mich nicht), die sich gegen die Praxis der „chemischen Unterwerfung“ richtet. Zusammen mit anderen gründet Caroline den Verein #MendorsPas: Stop à la soumission chimique (Stop der chemischen Unterwerfung), der sich aktiv für die Prävention und Aufklärung rund um das Thema einsetzt. Der Verein konzentriert sich darauf, die psychischen und physischen Folgen der chemischen Unterwerfung, besonders im häuslichen Umfeld, sichtbar zu machen und Betroffenen Unterstützung zu bieten. Sie wird von Sandrine Josso unterstützt.

## Übersetzung
Das Buch wurde aus dem Französischen von Grit Weirauch und Michaela Meßner ins Deutsche übersetzt. In einem Interview mit dem NDR berichten sie über ihre Arbeit an der Übersetzung des Textes: „Es kam eine Anfrage vom Kiwi-Verlag: Es war ein eiliger Auftrag und musste sehr schnell gehen. Ich habe die Anfrage Mitte Oktober bekommen und dann war klar: So eine Art von Text übersetzt man lieber zu zweit. Zum einen, weil wir uns dadurch gegenseitig lektorieren konnten. Zum anderen aber auch, weil dieser Text harter Tobak ist und ich denke, die Lektorin wollte keine von uns damit allein lassen.“

## Originalausgabe
- Caroline Darian: Et j'ai cessé de t'appeler Papa - Préface inédite Quand la soumission chimique frappe une famille., JC Lattès 2022, ISBN 978-2-7096-6936-8.

## Deutschsprachige Übersetzung
Grit Weirauch, Michaela Meßner: Und ich werde dich nie wieder Papa nennen., Kiepenheuer & Witsch, Köln, 2025, ISBN 978-3-462-00942-2.